# 柄斑狸天竺鯛
柄斑狸天竺鯛（學名：Zoramia viridiventer），為輻鰭魚綱鈎頭魚目天竺鯛科狸天竺鯛屬下的一個種，分布於中西太平洋區，從印尼至薩摩亞，北至日本，南至澳洲海域，深度0至50公尺，本魚體長圓而側扁、頭大、眼大、口大且斜裂，頜齒細小，鋤骨和腭骨通常具齒，舌上無齒，前鰓蓋後緣呈弱鋸齒狀，體半透明，腹部和鰓蓋白色或银色，帶有藍色金屬光澤，頭和身體散佈藍點，尾鰭基部有一個黑色圓斑，尾鰭上下尖端黑色，眼睛黃色，尾鰭叉形，背鰭硬棘7枚、背鰭軟條9枚、臀鰭硬棘2枚、臀鰭軟條9枚，體長可達4.2公分，棲息在有枝狀珊瑚生長的潟湖及珊瑚礁，成群活動，夜間活動，屬肉食性，繁殖期時，雄魚具有口孵習性，卵約7日化成仔魚，由雄魚吐出，具短暫的仔魚飄浮期，生活習性不明。